# 1959年の市町村合併
1959年の市町村合併（1959ねんのしちょうそんがっぺい）では1959年に行われた日本の市町村合併の一覧を載せる。

## 1月
- 1月1日
  - 群馬県桐生市+ 栃木県 足利郡菱村=群馬県桐生市（県変更/編入）
  - 新潟県東頸城郡松代町+奴奈川村=東頸城郡松代町（編入）
  - 富山県下新川郡入善町+舟見町+朝日町（野中・島迷・今江・二ツ屋・西中・林尻・古畑地区および中沢・藤塚・下野地区の一部）=下新川郡入善町（境界変更/編入）
  - 富山県東礪波郡井波町+高瀬村（北市・野尻野地区および三清地区の一部）=東礪波郡井波町（編入）
  - 富山県東礪波郡福野町+高瀬村（安清・江田・雨潜・野原地区および三清地区の一部）=東礪波郡福野町（編入）
  - 富山県婦負郡婦中町+古里村+音川村+神保村=婦負郡婦中町（編入）
  - 京都府天田郡夜久野町+上夜久野村=天田郡夜久野町（新設）
  - 奈良県五條市+宇智郡南宇智村=五條市（編入）
  - 和歌山県和歌山市+海草郡山口村=和歌山市（編入）
  - 和歌山県有田郡清水町+五村+岩倉村（粟生地区）=有田郡清水町（編入）
  - 和歌山県有田郡金屋町+岩倉村（川口・谷・岩野河・立石地区）=有田郡金屋町（編入）
- 1月10日
  - 三重県多気郡宮川村+大杉谷村=多気郡宮川村（新設）
- 1月15日
  - 長崎県西彼杵郡長浦村+村松村（村松郷・戸根郷・西海郷地区）=西彼杵郡琴海村（新設）
  - 長崎県西彼杵郡時津町+村松村（子々川郷地区）=西彼杵郡時津町（編入）

## 2月
- 2月1日
  - 群馬県甘楽郡 小幡町+ 新屋村+ 福島町（福島・小川地区） = 甘楽郡甘楽町（新設）
  - 群馬県富岡市+ 甘楽郡 福島町（田篠・星田・君川地区） = 富岡市（編入）
  - 福井県福井市+ 丹生郡 国見村 = 福井市（編入）
  - 岡山県御津郡 津高村+ 横井村 = 御津郡津高町（新設/町制）
- 2月23日
  - 奈良県桜井市+ 磯城郡 初瀬町 = 桜井市（編入）

## 3月
- 3月1日
  - 岡山県児島市+児島郡郷内村（植松を除く地区）=児島市（編入）
  - 岡山県児島郡灘崎町+郷内村（植松地区）=児島郡灘崎町（編入）
  - 高知県安芸郡室戸町+室戸岬町+吉良川町+佐喜浜町+羽根村=室戸市（新設/市制）
- 3月20日
  - 三重県阿山郡柘植町+春日村=阿山郡伊賀町（新設）
- 3月25日
  - 和歌山県西牟婁郡すさみ町+江住村=西牟婁郡すさみ町（編入）
- 3月30日
  - 千葉県安房郡勝山町+保田町=安房郡鋸南町（新設）
- 3月31日
  - 徳島県三好郡加茂町+三庄村=三好郡三加茂町（新設）
  - 徳島県三好郡池田町+三縄村+佐馬地村=三好郡池田町（新設）
  - 愛媛県上浮穴郡久万町+川瀬村+父二峰村+美川村（七鳥地区の一部）=上浮穴郡久万町（新設）
  - 愛媛県温泉郡中島町+神和村=温泉郡中島町（新設）
  - 宮崎県児湯郡富田村+新田村=児湯郡新富町（新設/町制）

## 4月
- 4月1日
  - 北海道根室市+花咲郡歯舞村=根室市（編入）
  - 北海道苫前郡羽幌町+焼尻村=苫前郡羽幌町（編入）
  - 栃木県足利市+足利郡富田村=足利市（編入）
  - 埼玉県羽生市+北埼玉郡千代田村=羽生市（編入）
  - 東京都八王子市+南多摩郡浅川町=八王子市（編入）
  - 富山県婦負郡呉羽町+池多村（西押川・北押川・開発・平岡・三熊・坂下新地区および山本・北野・山本新・椎土地区の一部）=婦負郡呉羽町（編入）
  - 富山県射水郡小杉町+婦負郡池多村（土代地区および山本・北野・山本新・椎土地区の一部）=射水郡小杉町（編入）
  - 山梨県北巨摩郡須玉町+増富村=北巨摩郡須玉町（編入）
  - 山梨県東八代郡石和町+富士見村=東八代郡石和町（編入）
  - 長野県下伊那郡阿南町+富草村=下伊那郡阿南町（新設）
  - 長野県上高井郡保科村+川田村+綿内村=上高井郡若穂町（新設/町制）
  - 長野県上伊那郡伊那里村+美和村=上伊那郡長谷村（新設）
  - 長野県下伊那郡松川町+生田村=下伊那郡松川町（編入）
  - 長野県東筑摩郡塩尻町+片丘村+広丘村+宗賀村+筑摩地村=塩尻市（新設/市制）
  - 岐阜県岐阜市+本巣郡合渡村=岐阜市（編入）
  - 愛知県瀬戸市+東春日井郡品野町=瀬戸市（編入）
  - 愛知県豊川市+宝飯郡御油町=豊川市（編入）
  - 奈良県吉野郡白銀村+賀名生村+宗檜村=吉野郡西吉野村（新設）
  - 和歌山県和歌山市+海草郡紀伊村=和歌山市（編入）
  - 鳥取県東伯郡大栄町+由良町=東伯郡大栄町（新設）
  - 鳥取県日野郡伯南町+高宮村+多里村+石見村+福栄村=日野郡日南町（新設）
  - 岡山県苫田郡苫田村+羽出村+奥津村=苫田郡奥津町（新設/町制）
  - 徳島県三好郡辻町+井内谷村=三好郡井川町（新設）
  - 徳島県板野郡堀江町+板東町=板野郡大麻町（新設）
  - 香川県綾歌郡久万玉村+岡田村=綾歌郡綾歌町（新設/町制）
  - 愛媛県新居浜市+新居郡角野町=新居浜市（編入）
  - 福岡県三井郡善導寺町+大橋村=三井郡善導寺町（新設）
  - 鹿児島県出水郡高尾野町+江内村=出水郡高尾野町（新設）
- 4月10日
  - 新潟県新発田市+北蒲原郡佐々木村=新発田市（編入）
  - 新潟県刈羽郡朝日町+二田村（二田・坂田・新保・和田・黒部・鬼王・長嶺・後谷・五日市・内方・大坪・北野・妙法寺地区）=刈羽郡西山町（新設）
  - 新潟県刈羽郡刈羽村+二田村（井岡地区）=刈羽郡刈羽村（編入）
  - 静岡県田方郡大仁町+北狩野村（田原野・浮橋・下畑地区および年川・大野地区の一部）=田方郡大仁町（編入）
  - 静岡県田方郡修善寺町+北狩野村（牧之郷・柏久保地区および年川・大野地区の一部）=田方郡修善寺町（編入）
  - 愛媛県松山市+温泉郡浮穴村=松山市（編入）
- 4月15日
  - 三重県多気郡多気町+西外城田村=多気郡多気町（編入）
- 4月20日
  - 三重県員弁郡梅戸井町+三里村=員弁郡大安町（新設）
  - 大阪府南河内郡藤井寺町+道明寺町=南河内郡藤井寺道明寺町（新設）

## 5月
- 5月1日
  - 北海道茅部郡尾札部村+臼尻村=茅部郡南茅部村（新設）
  - 山梨県中巨摩郡白根町+源村=中巨摩郡白根町（編入）
  - 長野県更級郡篠ノ井町+塩崎村=篠ノ井市（新設/市制）
  - 兵庫県姫路市+印南郡大塩町=姫路市（編入）
  - 鳥取県日野郡根雨町+黒坂町=日野郡日野町（新設）
  - 長崎県東彼杵郡彼杵町+千綿村=東彼杵郡東彼杵町（新設）
- 5月3日
  - 静岡県賀茂郡稲取町+城東村=賀茂郡東伊豆町（新設）
  - 大阪府堺市+泉北郡泉ヶ丘町=堺市（編入）
  - 大阪府豊能郡能勢町+東郷村=豊能郡能勢町（編入）
- 5月15日
  - 宮城県石巻市+牡鹿郡渡波町=石巻市（編入）
  - 鳥取県八頭郡八頭村+丹比村=八頭郡八東町（新設/町制）

## 6月
- 6月1日
  - 長野県埴科郡屋代町+埴生町+更級郡稲荷山町+八幡村=更埴市（新設/市制）

## 7月
- 7月1日
  - 広島県芦品郡新市町+藤尾村=芦品郡新市町（編入）
  - 高知県安芸郡野根町+甲浦町=安芸郡東洋町（新設）
- 7月22日
  - 新潟県北蒲原郡豊栄町+長浦村=北蒲原郡豊栄町（編入）

## 8月
- 8月1日
  - 福島県南会津郡只見村+朝日村=南会津郡只見町（編入/町制）
  - 福井県武生市+丹生郡白山村=武生市（編入）
  - 長野県北佐久郡本牧町+布施村+春日村+協和村=北佐久郡望月町（新設）
- 8月20日
  - 山形県西村山郡漆川村+左沢町=西村山郡大江町（新設）

## 9月
- 9月1日
  - 青森県下北郡田名部町+大湊町=大湊田名部市（新設/市制）
- 9月30日
  - 京都府亀岡市+南桑田郡篠村=亀岡市（編入）

## 10月
- 10月1日
  - 広島県賀茂郡西条町+寺西町=賀茂郡西条町（編入）
  - 高知県長岡郡後免町+香長村+野田村+岡豊村+香美郡岩村=南国市（新設/市制）

## 11月
- 11月1日
  - 新潟県高田市+中頸城郡高士村=高田市（編入）
  - 京都府京都市+乙訓郡久世村+大原野村=京都市（編入）